# Elecciones municipales de 2015 en Pinto
Las elecciones municipales de 2015 se celebraron en Pinto el domingo 24 de mayo, de acuerdo con el Real Decreto de convocatoria de elecciones locales en España dispuesto el 30 de marzo de 2015 y publicado en el Boletín Oficial del Estado el día 31 de marzo. Se eligieron los 21 concejales del pleno del Ayuntamiento de Pinto, a través de un sistema proporcional (método d'Hondt), con listas cerradas y un umbral electoral del 5 %.

## Candidaturas
| ← Elecciones municipales de 2019 en Pinto →    | |
| Partido                                        | Listas de candidaturas proclamadas |
| Partido Popular                                | Candidatura del PP1. Miriam Rabaneda Gudiel 2. Julio López Madera 3. Juan Antonio Padilla Heredero 4. Rosa María Ganso Patón 5. Salomón Aguado Manzanares 6. Tamara Rabaneda Gudiel 7. Rosario Mendoza Muñoz 8. Francisco José Pérez García 9. Fernando Asís González Jaén 10. Almudena Cano Grande 11. José Ignacio Sainero Jiménez 12. María Jesús Castro García de Paredes 13. Alfonso Rodríguez de Mora Sánchez 14. María Yolanda Palenzuela Martínez 15. José Luis García Real 16. Laura Villalba Moreno 17. Alejandro Patiño Tabarquino 18. María del Carmen del Yelmo Sánchez 19. Ana María Romero Gómez 20. Alberto Vera Perejón 21. Plácido González Pajares 22. Suplentes: Antonio Medina Torralbo, María Soledad Casado Bello, Ángela Espada Rodelgo |
| Ganemos Pinto                                  | Candidatura de Ganemos Pinto1. Rafael Sánchez Romero 2. Ángel Suazo Hernández 3. Consolación Astasio Sánchez 4. Tania Espada Fernández 5. Daniel Santacruz Moreno 6. Raúl Sánchez Arroyo 7. Cristina Lorca Ortega 8. César Antonio Serrano Ayuso 9. Enrique Castelló Carrasco 10. María Antonia Palomar Vera 11. Jorge Alberto Crosa Berisso 12. Francisco Javier Fernández Rojo 13. Carmen María Sánchez Muñoz 14. Carlos Mario Gutiérrez González 15. María Mercedes Martín Moreno 16. Javier Carrero Rodríguez 17. Carlos Gómez Sacristán 18. José Luis Pedraza Rodenas 19. María del Valle Martín Medina 20. Laura Torrero Esquinas 21. Olga Rebato Aragón 22. Suplentes: María Trinidad Rodríguez Coronado, José Manuel Lagos Aguilar, Gregorio Blanco Olmo |
| Partido Socialista Obrero Español              | Candidatura del PSOE1. Juan Diego Ortiz González 2. Lorena Morales Porro 3. Federico Sánchez Pérez 4. María Teresa Jiménez Blázquez 5. Guillermo Portero Ruiz 6. Begoña García García 7. Jesús Herero Poza 8. Amanda Almudena Ruiz Barja 9. Juan Fernández Fernández 10. María de Lara Rodríguez Rodríguez 11. Jorge Mateo Valentín 12. Janire Recio Sánchez 13. Eloy Lillo Delgado 14. Antonia Soguero Fernández 15. Ángel Triguero Córdoba 16. Esmeralda Rodríguez Galache 17. Antonio de Bustos Placín 18. María Pilar Fernández Oraá 19. Basilio Prada Herraiz 20. Silvia Martín García 21. Mariano Arnaz Agüero 22. Suplentes: María Flor de la Paz Reguilón Aguado, Pablo García Sanabria, María José Marín Albarrán |
| Ciudadanos                                     | Candidatura de Ciudadanos1. Fernando oliver González 2. María Juana Valenciano Parra 3. Víctor Alonso Miranda 4. María Begoña Moreno de la Vieja 5. Jesús Crespo López 6. Eva Plaza Centellas 7. Alberto Tejada Martín 8. Margarita Salinas Zamorano 9. Francisco Medina Garrido 10. Nadia Belaradj Moya 11. Francisco Javier García Ferré 12. María Cerrada Juanilla 13. Alberto Campos García 14. María del Pilar Díaz Rosa 15. María del Pilar Vellisca Coso 16. Ascensión Garrido Zapata 17. José Antoio Rivera Arteaga 18. Irene Sánchez Romero 19. Sergio Hernández Araque 20. María Pilar López Larrubia 21. Montserrat Expósito Perea 22. Suplentes: Juan Carlos Martín Pérez, María de la Concepción León Rojas e Iván Consuegra Naranjo. |
| Unión Progreso y Democracia                    | Candidatura de UPyD 1. José Luis Contreras Román 2. Francisco González Mojarro 3. María de la Encarnación Martín García 4. Félix García Fernández 5. Ana Cristina Mohíno Granados 6. Javier Bedmar Sanz 7. Ángel Humanes Valera 8. José Luis Suárez Calzón 9. Leyre González López 10. Isabel Moya Collado 11. Juan Antonio Castillo Martínez 12. Francisco González Ortiz 13. Jesús María Portella Martínez 14. Rosa María Sanz de Benito 15. Yolanda Ferrer Ortega 16. Manuel Hernández Montoro 17. Luis Sánchez Cuadrado 18. Gema Olivar Quesada 19. Virginia Núñez Pérez 20. Baltasara Salido Baldán 21. Ezequiel Núñez Valladares 22. Suplentes: Antonio Baena Díaz y Jessica Garrido Torrijos |
| Izquierda Unida Comunidad de Madrid Los Verdes | Candidatura de IUCM-LV1. Julio José Díez Escribano (IUCM-LV) 2. Luis Isidro Martín Cabañas (IUCM-LV) 3. Marina Gómez Andrade (IUCM-LV) 4. Cristina Gómez Andrades (IUCM-LV) 5. Alberto López Otero (IUCM-LV) 6. Antonio José Expósito Otero (IUCM-LV) 7. Gema Olmedilla Miguel (IUCM-LV) 8. Nikita Asencio Martínez (IUCM-LV) 9. Noelia Rojas del Castillo (IUCM-LV) 10. Alberto Pueyo Tolosana (IUCM-LV) 11. Manuel Osorio Lara (IUCM-LV) 12. Luis Miguel Ortega García (IUCM-LV) 13. María del Pilar Penit Rodríguez (IUCM-LV) 14. José Luis Piquero Rubín de Celis (IUCM-LV) 15. Amalia del Castillo Flor (IUCM-LV) 16. Florentina Andrades González (IUCM-LV) 17. Santiago Carpintero Molejo (IUCM-LV) 18. Reyes Antonia Martínez Martínez (IUCM-LV) 19. Antonio Olmedilla Bellot (IUCM-LV) 20. Dolores Herrera Aguado (IUCM-LV) 21. Carlos Penit Rodríguez (IUCM-LV) 22. Suplentes: María Ángeles López Otero (IUCM-LV), José Abelardo Andrés Llamas (IUCM-LV) y Rocío Carrasco González (IUCM-LV) |
| Vox                                            | Candidatura de Vox1. Manuel Vicente Sacristán 2. Juan Manuel Sánchez Blanco 3. Marian Camisón Ojalvo 4. Beatriz de Vicente Ferrández 5. Hugo Basoa Peña 6. María Leticia de Vicente Ferrández (Independiente) 7. Pablo Arias Virseda (Independiente) 8. Macarena Calderón Prieto 9. Jesús Rodrigo Fernández Fernández (Independiente) 10. Martín Sanz Casarrubios 11. Teófilo Rodríguez Peñalver 12. Juana Rodríguez Redondo (Independiente) 13. Esteban Campano Pérez (Independiente) 14. María Pilar Cabrera Esteban (Independiente) 15. José Ángel García Chicharro 16. Rafael Arnedo González 17. Luis García Albarrán 18. Carlos Manuel Domínguez Gilabert 19. Sara Martínez Tello (Independiente) 20. María del Pilar Torio Muñoz (Independiente) 21. Gustavo Martín Sánchez 22. Suplentes: María del Carmen Amor Escobar (Independiente), José Pedro de Arez Romao E Brito Correia y Purificación Molero Gálvez (Independiente)                                                                  |
| Movimiento de Renovación Democracia Ciudadana  | Candidatura de RED1. Emilio García Vara 2. María del Pilar Rodríguez Gómez 3. Antonio Alonso Rojas 4. Ana María Montero López 5. María Isabel Prieto Martín 6. José Luis Martín Padernia 7. María de los Ángeles Iglesias Julián 8. Roberto García Cuenca 9. Cristhian Parrilla Cid 10. Libertad Pasión Martín Vellisca 11. Enol Fernández Cárdenas 12. Juan Gómez Sevilla 13. Eulogio Moya Villegas 14. Rocío Ibáñez Fernández 15. María Azucena Sánchez Sánchez 16. José Manuel Díaz Muñoz 17. Rafael Calleja Fernández 18. Otilio Moreno Muñoz 19. María del Rosario Abab Alcón 20. María del Pilar Jiménez Silva 21. Luis Mario de Dios Claramunt 22. Suplentes: Álvaro Cruz Abad y Jacinto Donate García |
| Partido Castellano Tierra Comunera: Pacto      | Candidatura de PCAS-TC:PACTO1. Arturo Moreno Novella 2. David Jurado Gómez 3. Belén Fresneda Fernández 4. David Ortega Casas 5. Esther Fernández Galán 6. Juan José Sancho Ruiz 7. Maximino Galán Novella 8. María del Carmen Fernández Galán 9. Unai Díez Fernández (Independiente) 10. María de las Mercedes Muñoz Bueno 11. Sergio Sanza Valenciano 12. Alberto Peñaranda Acera 13. Virginia Ortega Zarzuela 14. Pablo Molina Ortiz (Independiente) 15. María José Barrios Naharro 16. Miguel Vallinot Barbera 17. Adam Vallinot Bravo 18. Benedicta Novella Sampedro 19. Manuel Sánchez López 20. Inés Pastor Fernández 21. Silvia Cabrera Quilez 22. Suplentes: Miguel Ángel Moreno Novella, Juan José San Nicolás Bermúdez, María Esmeralda González Sánchez y Pascual Izquierdo Martín Meras |

## Resultados
| Candidatura                                            | Candidatura                                            | Votos  | %                                       | Escaños                                 |
| ------------------------------------------------------ | ------------------------------------------------------ | ------ | --------------------------------------- | --------------------------------------- |
|                                                        | Partido Popular (PP)                                   | 7185   | 31,26                                   | 7                                       |
|                                                        | Unidas (Ganemos) Pinto                                 | 6385   | 27,78                                   | 7                                       |
|                                                        | Partido Socialista Obrero Español (PSOE)               | 4808   | 20,92                                   | 5                                       |
|                                                        | Ciudadanos-Partido de la Ciudadanía                    | 2288   | 9,95                                    | 2'                                      |
|                                                        |                                                        |        |                                         |                                         |
| Unión Progreso y Democracia (UPyD)                     | Unión Progreso y Democracia (UPyD)                     | 1034   | 4,50                                    | 0                                       |
| Izquierda Unida Comunidad de Madrid-Los Verdes (IU-LV) | Izquierda Unida Comunidad de Madrid-Los Verdes (IU-LV) | 630    | 2,74                                    | 0                                       |
| Vox                                                    | Vox                                                    | 143    | 0,62                                    | 0                                       |
| Movimiento RED                                         | Movimiento RED                                         | 138    | 0,60                                    | 0                                       |
| Partido Castellano-Tierra Comunera (PCAS-TC-PACTO)     | Partido Castellano-Tierra Comunera (PCAS-TC-PACTO)     | 46     | 0,20                                    | 0                                       |
| Votos en blanco                                        | Votos en blanco                                        | 330    | 1,44                                    | n/a                                     |
| Votos válidos                                          | Votos válidos                                          | 22.657 | 100,00                                  | 21                                      |
| Votos nulos                                            | Votos nulos                                            | 422    | Participación: · \| \| 68,39 % \| 0,02% | Participación: · \| \| 68,39 % \| 0,02% |
| Votantes                                               | Votantes                                               | 23.409 | Participación: · \| \| 68,39 % \| 0,02% | Participación: · \| \| 68,39 % \| 0,02% |
| Electores                                              | Electores                                              | 34.227 | Participación: · \| \| 68,39 % \| 0,02% | Participación: · \| \| 68,39 % \| 0,02% |
|                                                        | 68,39 %                                                |        |                                         |                                         |

## Concejales electos
| N.º | Nombre                        | Lista | Lista   |
| --- | ----------------------------- | ----- | ------- |
| 1   | Miriam Rabaneda Gudiel        |       | PP      |
| 2   | Rafael Sánchez Romero         |       | Ganemos |
| 3   | Juan Diego Ortiz González     |       | PSOE    |
| 4   | Julio López Madera            |       | PP      |
| 5   | Ángel Suazo Hernández         |       | Ganemos |
| 6   | Lorena Morales Porro          |       | PSOE    |
| 7   | Juan Antonio Padilla Heredero |       | PP      |
| 8   | Fernando Oliver González      |       | Cs      |
| 9   | Consolación Astasio Sánchez   |       | Ganemos |
| 10  | Rosa María Ganso Patón        |       | PP      |
| 11  | Federico Sánchez Pérez        |       | PSOE    |
| 12  | Tania Espada Fernández        |       | Ganemos |
| 13  | Salomón Aguado Manzanares     |       | PP      |
| 14  | Daniel Santacruz Moreno       |       | Ganemos |
| 15  | María Teresa Jiménez Blázquez |       | PSOE    |
| 16  | Tamara Rabaneda Gudiel        |       | PP      |
| 17  | María Juana Valenciano Parra  |       | Cs      |
| 18  | Raúl Sánchez Arroyo           |       | Ganemos |
| 19  | Rosario Mendoza Muñoz         |       | PP      |
| 20  | Guillemo Portero Ruiz         |       | PSOE    |
| 21  | Cristina Lorca Ortega         |       | Ganemos |

## Sesión de investidura
En la votación de investidura celebrada el 13 de junio de 2015 Rafael Sánchez Romero resultó elegido alcalde de Pinto con una mayoría absoluta de los votos de los concejales (12 votos); Miriam Rabaneda Gudiel recibió 7 y Fernando Oliver 2.
| Votación de investidura Mayoría absoluta: 12/21 |       |
| Candidato                                       | Votos |
| Rafael Sánchez Romero                           | 12    |
| Miriam Rabaneda Gudiel                          | 7     |
| Fernando Oliver                                 | 2     |